# Jak się kręci lody
Jak się kręci lody (tyt. oryg. Dondurmam Gaymak) – turecki film fabularny z 2006 w reżyserii Yüksela Aksu.

## Opis fabuły
Bohaterem filmu jest lodziarz Ali z małej miejscowości Muğla (południowo-zachodnia Turcja). Konkurencja ze strony dużych firm produkujących lody sprawia, że Alemu coraz trudniej utrzymać się na rynku. Postanawia rozwozić lody na żółtym skuterze, który ma być jego znakiem firmowym. Kiedy skuter zostaje skradziony, Ali oskarża o kradzież konkurencję, ale prawda o kradzieży okazuje się bardziej prozaiczna.

## Obsada
- Turan Özdemir jako Ali
- Ulas Saribas jako Kamil
- Ismet Can Suda jako Tingoz Kerim
- Nejat Altinsoy jako komunista Mustafa
- Mehmet Amca jako Arif Dede
- Ayse Aslan jako matka
- Burcin Batu jako sprzedawca gazu
- Tolga Candar jako lekarz
- Muammer Gokmen jako krawiec
- Ozcan Gozer jako sprzedawca lodów
- Muhammet Kiyak jako fryzjer
- Kadir Kapiz jako gangster
- Ali Dural jako gangster
- Sultan Tolgu Kadem
- Levent Aras
- Gulnihal Demir
- Huseyin Dural
- Arap Fevzi

## Nagrody i wyróżnienia
- Międzynarodowy Festiwal Filmowy w Queens (2006)
  - nagroda dla najlepszego filmu komediowego
  - nagroda dla reżysera filmu

- Międzynarodowy Festiwal Filmowy w Stambule (2006)
  - nagroda specjalna jury

- Międzynarodowy Festiwal Filmowy w Ankarze (2007)
  - nagroda dla reżysera filmu
  - nagroda specjalna jury

Film został wyselekcjonowany jako oficjalny kandydat Turcji do Oscara dla najlepszego filmu nieanglojęzycznego podczas 79. ceremonii wręczenia Oscarów, ale nie uzyskał nominacji.